# Hapoel Rishon LeZion (balonmano)
Hapoel Rishon LeZion (en hebreo: הפועל ראשון לציון‎, es un equipo de balonmano de lal ciudad de Rishon LeZion, Israel. Compite en la Liga de Israel de balonmano.  Los colores del equipo son rojo y blanco y juega en el Nahalat Yehuda hall. 
El equipo se fundó en 1968 y desde entonces, se ha convertido en un equipo regular de la Primera División y uno de los más laureados con 18 Ligas y 16 Copas. El equipo también participó en la EHF Champions League en 1998, 2000 y 2001.
Su máximo rival es el Maccabi Rishon LeZion, el otro equupo de Rishon LeZion. El derbi entre ambos han sido muy tensos durante dos décadas.

## Títulos
- Campeones de Israel (18): 1988, 1990, 1991, 1993, 1994, 1995, 1996, 1997, 1998, 1999, 2000, 2001, 2003, 2004, 2008, 2013, 2015, 2018
- Copa de Israel (16): 1989, 1990, 1991, 1992, 1993, 1994, 1995, 1996, 1997, 1998, 1999, 2001, 2012, 2015, 2016, 2018

## Competiciones europeas
EHF Champions League:
- 1993/94: 1/8 de final
- 1994/95: 1/16 de final
- 1995-96: 1/16 de final
- 1996/97: 1/16 de final
- 1997/98: Fase de grupos
- 1998/99: 1/16 de final
- 1999/00: 1/4 de final
- 2000/01: Segunda ronda
- 2001/02: Fase de grupos

Recopa de Europa:
- 1993/94: 1/8 de final
- 2002/03: 3ª ronda

Copa EHF:
- 2000/01: Ronda 4
- 2008/09: Ronda 2
- 2010/11: Ronda 3

## Jugadores más famosos
- Milorad Krivokapić
- Draško Mrvaljević
- Bojan Butulija
- Bojan Ljubišić
- Tomislav Stojković
- Miloš Dragaš
- Renato Vugrinec
- Josip Šandrk
- Novak Bošković
- Savo Mešter
- Duško Čelica
- Peđa Dejanović
- Avishay Smoler
- Idan Maimon
- Yotam Tal
- Nemanja Pribak